# Wilhelm Kettler
Wilhelm Kettler (ur. 20 lipca 1574 w Mitawie, zm. 7 kwietnia 1640 w Kukułowie) – książę Kurlandii i Semigalii w latach 1587–1616.

## Życiorys
Pochodził z dynastii Kettlerów. Był młodszym synem Gottharda Kettlera i Anny Meklemburskiej.
Tron objął po śmierci ojca w 1587. Współrządził Księstwem Kurlandii i Semigalii wraz z bratem Fryderykiem Kettlerem. Od 1595 zarządzał Kurlandią, rezydował w Goldyndze.
Toczył spór ze szlachtą inflancką o przywileje. Jego stanowczość i zawziętość w kwestii zachowania absolutystycznych rządów doprowadziły do wybuchu konfliktu, którego konsekwencją była śmierć przywódcy opozycji. Wilhelm Kettler został oskarżony o zabójstwo i zdetronizowany.
Wygnany z Kurlandii udał się wraz z rodziną do Rzeszy Niemieckiej. Ostatecznie znalazł schronienie na Pomorzu Zachodnim, na dworze Bogusława XIV. W 1628 książę pomorski nadał mu probostwo kamienieckie i dwór w Kukułowie pod Kamieniem Pomorskim, gdzie mieszkał do końca swoich dni.
Wilhelm Kettler pochowany jest w krypcie pod pałacem w Mitawie.

## Życie prywatne
W 1609 poślubił Zofię Hohenzollern, córkę księcia pruskiego Albrechta Fryderyka Hohenzollerna. Ze związku tego pochodził jedyny syn księcia, Jakub Kettler.